# Guillaume Besaucèle
 (décembre 2023).
Si vous disposez d'ouvrages ou d'articles de référence ou si vous connaissez des sites web de qualité traitant du thème abordé ici, merci de compléter l'article en donnant les références utiles à sa vérifiabilité et en les liant à la section « Notes et références ».
Guillaume Besaucèle né à Saissac le 3 septembre 1712 et mort à Carcassonne le 4 février 1801 est un ecclésiastique, évêque constitutionnel de l'Aude de 1791 à 1801.

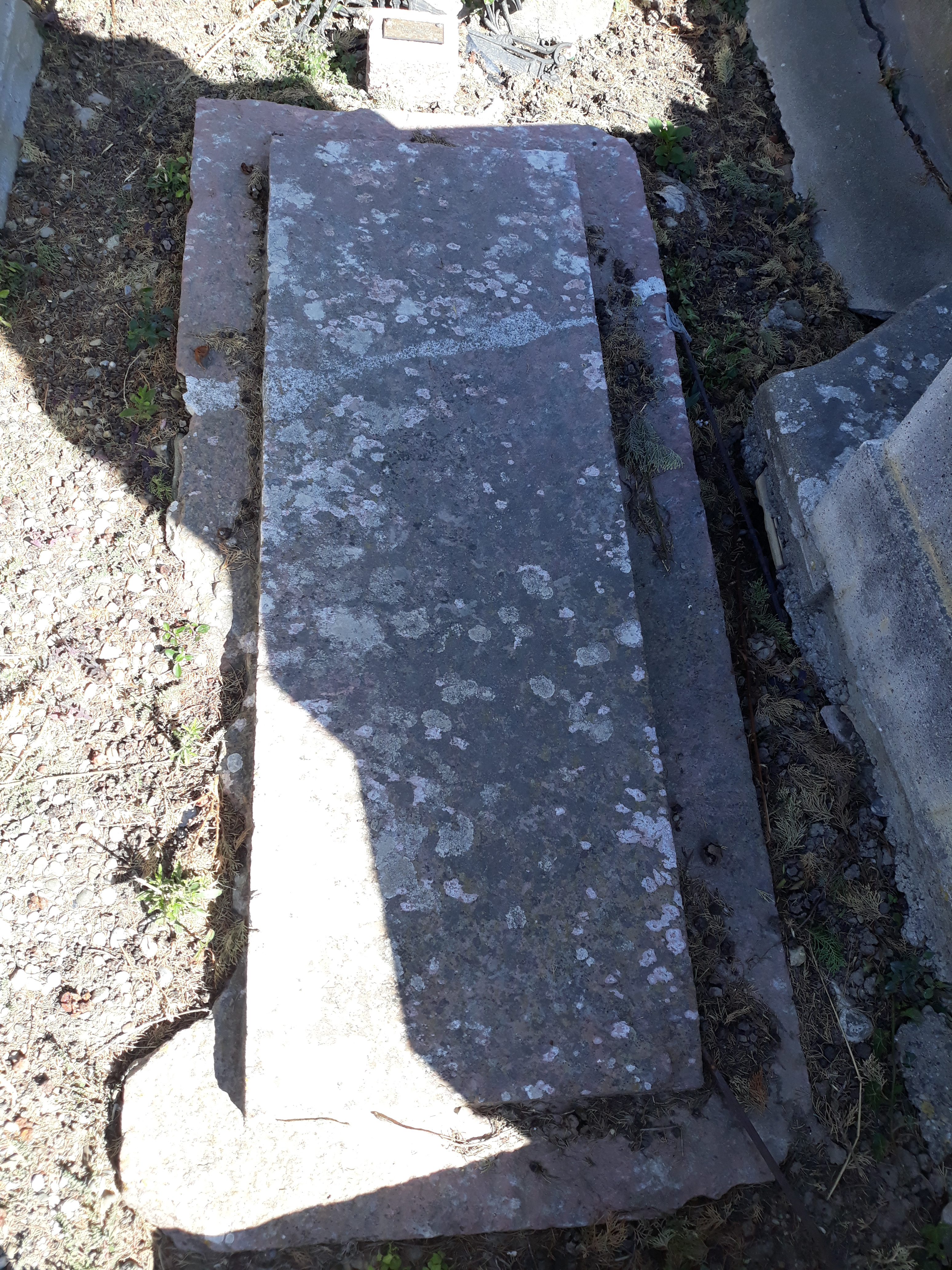
Tombe de Guillaume Besaucèle au Cimetière de la Cité à Carcassonne.

## Biographie
Guillaume Besaucèle est le curé de Limousis avant de devenir vicaire général d'Armand Bazin de Bezons, évêque de Carcassonne de tendance janséniste, puis chanoine et enfin doyen du chapitre de la cathédrale. 
Lors de la Révolution française, il se prononce pour la Constitution civile du clergé afin de marquer son opposition à l'ancien évêque Jean Auguste de Chastenet de Puységur. Å l'âge de 79 ans, il est élu évêque constitutionnel du diocèse de l'Aude qui comprend partiellement le diocèse de Narbonne et quatre anciens évêchés: ceux de Carcassonne, d'Alet, de Saint-Papoul et de Mirepoix. Pour lui éviter un trop long déplacement, il est sacré à Toulouse le 15 mai 1791. Le siège épiscopal est d'abord fixé dans l'ancienne église métropolitaine de Narbonne. Le nouvel élu, malgré son âge, entreprend une visite général de son diocèse qui comprend 567 paroisses. Il n'a réalisé que les trois quarts de son programme lors de la suppression des cultes en 1793. Il n'est pas inquiété pendant la Terreur et reprend ses fonctions en  février 1795 en fixant toutefois sa résidence à Carcassonne qu'il estime plus centrale. Il adhère aux encycliques et envoie des députés au concile de 1797.
Éprouvant des difficultés à diriger son immense diocèse, il met en place des administrations distinctes pour les quatre évêchés qui le compose assisté par 22 vicaires généraux. En 1797, victime d'une attaque cérébrale le  17 juillet lors de la réunion d'un synode de la Métropole du Sud, il devient alors manifeste qu'il n'est plus en état d'administrer son diocèse. Le métropolitain lui impose un coadjuteur en la personne de Louis Belmas, curé de Castelnaudary qu'il sacre le 26 octobre 1800.
Il meurt le 4 février 1801 et est inhumé dans le cimetière de la cité de Carcassonne,.